# 시즌 오브 더 위치: 마녀 호송단
《시즌 오브 더 위치: 마녀 호송단》(Season Of The Witch)은 미국에서 제작된 도미닉 세나 감독의 2010년 모험, 드라마, 판타지 영화이다. 니콜라스 케이지 등이 주연으로 출연하였고 알렉스 가트너 등이 제작에 참여하였다.
2000년 영화 제작이 시작되었다. 오스트리아, 헝가리, 크로아티아에서 주로 촬영되었다. 이 영화는 2011년 1월 7일 미국, 캐나다, 기타 일부 영토에서 개봉되었다.

## 출연

### 주연
- 니콜라스 케이지
- 론 펄먼

### 조연
- 스티븐 캠벨 무어
- 스티븐 그레이엄
- 율리히 톰센
- 클레어 포이
- 로버트 시한
- 크리스토퍼 리
- 케빈 리스
- 앤드류 헤플러
- 페르난다 도로기
- 레베카 케네디
- 맷 드베르
- 로버트 반라키
- 바나 일리어스
- 이렌 리스
- 니콜라스 시디
- 로리 맥칸
- 브라이언 F. 오바이런
- 아다 미쉘 로리단스
- 리사 마리 드프리
- 시모네 커비

## 기타
- 미술: 울리 하니쉬
- 세트: 모니카 로트마이어
- 의상: 카를로 포기오리
- 배역: 일레인 그레인저